# Tomaspis centurio
Tomaspis centurio är en insektsart som beskrevs av Jacobi 1908. Tomaspis centurio ingår i släktet Tomaspis och familjen spottstritar. Inga underarter finns listade i Catalogue of Life.